# Lecudina arabellae
Lecudina arabellae is een soort in de taxonomische indeling van de Myzozoa, een stam van microscopische parasitaire dieren. Het organisme komt uit het geslacht Lecudina en behoort tot de familie Lecudinidae. Lecudina arabellae werd in 1958 ontdekt door H. Hoshide.